# Мирской, Николай Иванович
Николай Иванович Мирской (род. 2 марта 1949, Ассиновская, Грозненская область) — российский металлург, исполнительный директор Таганрогского металлургического завода (2002—2003), генеральный директор ОАО «ОРМЕТО-ЮУМЗ» (2005—2007).

## Биография
Родился в 1949 году в станице Ассиновская (ныне — в Серноводском районе Чеченской Республики).
В 1966 году окончил ПТУ-5 Грозного, в 1969 — вечернюю школу № 2 г. Зугдиди Грузинской ССР.
В 1977 году окончил Московский институт стали и сплавов, в 1986 — аспирантуру там же, кандидат экономических наук.
С 1966 по 1969 год работал электро-газосварщиком в монтажном управлении Тбилиси.
С 1989 по 1993 год — начальник ПЭО, первый заместитель генерального директора по экономике, главный экономист ОАО «Оскольский электрометаллургический комбинат». 
Работал исполнительным директором ОАО «Оскольский электрометаллургический комбинат».
С 2002 по 2003 год работал исполнительным директором Таганрогского металлургического завода.
С 2005 по 2007 год работал генеральным директором ОАО «ОРМЕТО-ЮУМЗ».

## Государственные награды
- 1997 — заслуженный экономист Российской Федерации.